# 恐怖份子籌資活動
恐怖份子籌資活動（英文：Terrorism financing）乃指金融交易當中，所涉及的資產乃由恐怖分子或及恐怖主義擁有，或曾經使用於、使用中或及打算使用於恐怖主義。

## 歷史
恐怖份子籌資活動於2001年九一一事件發生後引起關注，美國於同年10月26日通過《美國愛國者法案》，以求提升恐怖份子籌資活動及清洗黑錢等金融罪案獲得金融機構關注；此法案亦帶來治外法權影響，一切與美國金融業相關之機構均因而需要提升其政策，作出配合。

## 相關參見
- 打擊清洗黑錢財務行動特別組織